# Corinne Schmidhauser
Corinne Schmidhauser (Zollikofen, Suiza, 30 de mayo de 1964), es una esquiadora retirada que ganó una Copa del Mundo en disciplina de Eslalon y obtuvo cuatro victorias en la Copa del Mundo de Esquí Alpino (con un total de ocho pódiums).

## Resultados

### Campeonatos Mundiales
- 1985 en Bormio, Italia
  - Eslalon: 8.ª

### Copa del Mundo

#### Clasificación general Copa del Mundo
- 1984-1985: 29.ª
- 1985-1986: 21.ª
- 1986-1987: 12.ª
- 1987-1988: 16.ª
- 1988-1989: 57.ª

#### Clasificación por disciplinas (Top-10)
- 1985-1986:
  - Eslalon: 9.ª
- 1986-1987:
  - Eslalon: 1.ª
- 1987-1988:
  - Eslalon: 6.ª

#### Victorias en la Copa del Mundo (4)

##### Eslalon (4)
| Fecha                   | Lugar        |
| ----------------------- | ------------ |
| 9 de febrero de 1986    | Vysoke Tatry |
| 30 de noviembre de 1986 | Park City    |
| 15 de febrero de 1987   | Fluehli      |
| 28 de febrero de 1987   | Zwiesel      |